# 코르피클라니
코르피클라니(핀란드어: Korpiklaani)는 핀란드의 포크 메탈 밴드로, 과거에는 Shaman이라는 이름을 사용했으며, 북부 사미어 음악 그룹으로 활동하였다.